# Kirchberg (Berne)
Pour les articles homonymes, voir Kirchberg.

Photo aérienne de Walter Mittelholzer (1919)

Kirchberg est une commune suisse du canton de Berne, située dans l'arrondissement administratif de l'Emmental.

## Patrimoine bâti
Église protestante transformée par Abraham Dünz l'Aîné (1667).

## Transport
- Autoroute A1 Sortie 39 (Kirchberg)